# Elasmus binocellatus
Elasmus binocellatus är en stekelart som beskrevs av Mani och Saraswat 1972. Elasmus binocellatus ingår i släktet Elasmus och familjen finglanssteklar.
Artens utbredningsområde är Sri Lanka. Inga underarter finns listade i Catalogue of Life.